# Красноярское сельское поселение (Шербакульский район)
Красноярское се́льское поселе́ние — муниципальное образование в Шербакульском районе Омской области Российской Федерации.
Административный центр — село Красноярка.

## История
Статус и границы сельского поселения установлены Законом Омской области от 30 июля 2004 года № 548-ОЗ «О границах и статусе муниципальных образований Омской области».

## Население
| 2010  | 2011  | 2012  | 2013  | 2014  | 2015  | 2016  |
| ----- | ----- | ----- | ----- | ----- | ----- | ----- |
| 1777  | ↘1772 | ↘1735 | →1735 | ↘1693 | ↘1678 | ↘1648 |
| 2017  | 2018  | 2019  | 2020  | 2021  | 2023  |       |
| ↘1623 | ↘1597 | ↘1568 | ↘1542 | ↗1722 | ↘1705 |       |

Гендерный состав
По данным Всероссийской переписи населения 2010 года в гендерной структуре населения из 1777 человек мужчин — 857, женщин — 920	(48,2 и 51,8 % соответственно)

## Состав сельского поселения
| № | Населённый пункт | Тип населённого пункта       | Население |
| - | ---------------- | ---------------------------- | --------- |
| 1 | Карагаш          | аул                          | 116       |
| 2 | Кокчинск         | деревня                      | ↘137      |
| 3 | Красноярка       | село, административный центр | ↘781      |
| 4 | Солнцево         | деревня                      | 432       |
| 5 | Чадск            | деревня                      | ↘214      |
| 6 | Яблоновка        | деревня                      | ↘97       |